# Сомба (громада)
Со́мба (англ. Somba) — традиційна громада у складі дистрикту Блантайр Південного регіону Малаві.
Населення — 82668 осіб (2018).